# Березка (камуфляж)
Березка (від рос. Березка, дослівно — «Берізка»), відомий також під назвами КЛМК (від рос. КЛМК — Камуфлированный Летний Маскировочный Комбинезон) та Цвет-57 — 2-колірний військовий камуфляж, розроблений в 1968 році в Радянському Союзі. Спочатку маскувальні комбінезони з камуфляжем Березка, які надягались зверху на стандартні однотонні однострої видавались повітряно-десантним військам, прикордонникам, розвідникам та спецпризначенцям СРСР. Пізніше камуфляж Березка стали наносити на інші елементи одностроїв і він став одним із найпоширеніших у Радянському Союзі.
Станом на  2022, КЛМК та інші елементи одностроїв з камуфляжем Березка продовжують виготовлятись та використовуватись військовими та парамілітарними організаціями на території колишнього СРСР.

## Історія

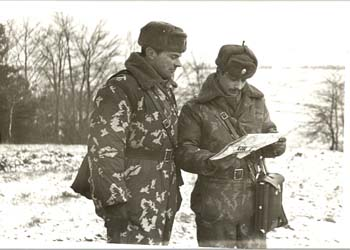
Радянські військові в зимовому одязі з камуфляжем Березка в Лієпає (1985)

Візерунок камуфляжу Березка фактично є спрощеною 2-колірною версією камуфляжу ТЦМКК (від рос. ТрехЦветный Маскировочный Камуфлированный Костюм), який вперше надійшов на озброєння армії СРСР в 1944 році. Візерунок 3-колірного ТЦМКК складався з кутастих (зубчастих) плям світло-пісочного кольору у формі листя на фоні темно- та світло-зелених плям фону. Кутасте зображення країв кольорових плям ТЦМКК стало характерною рисою для багатьох радянських розробок в подальших роках і зробило їх схожими на пізніші піксельні камуфляжі (хоча ані сам камуфляж ТЦМКК, ані Березка не були піксельними візерунками й при їх розробці не використовувався комп'ютер). Імовірно, шляхом «зубчастих» країв розробники камуфляжу намагались зробити світлі плями листя більш «розпливчастими» на темному фоні без використання додаткових кольорів.

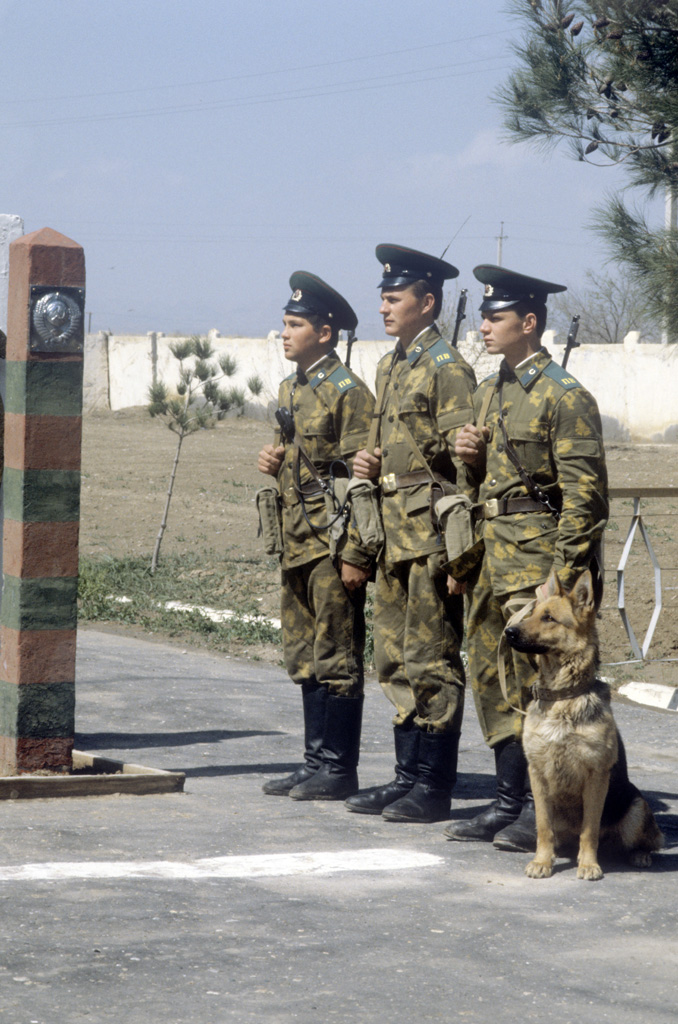
Радянські прикордонники в одностроях (окремі куртка та штани) з камуфляжем Березка (Туркменістан, 1988)

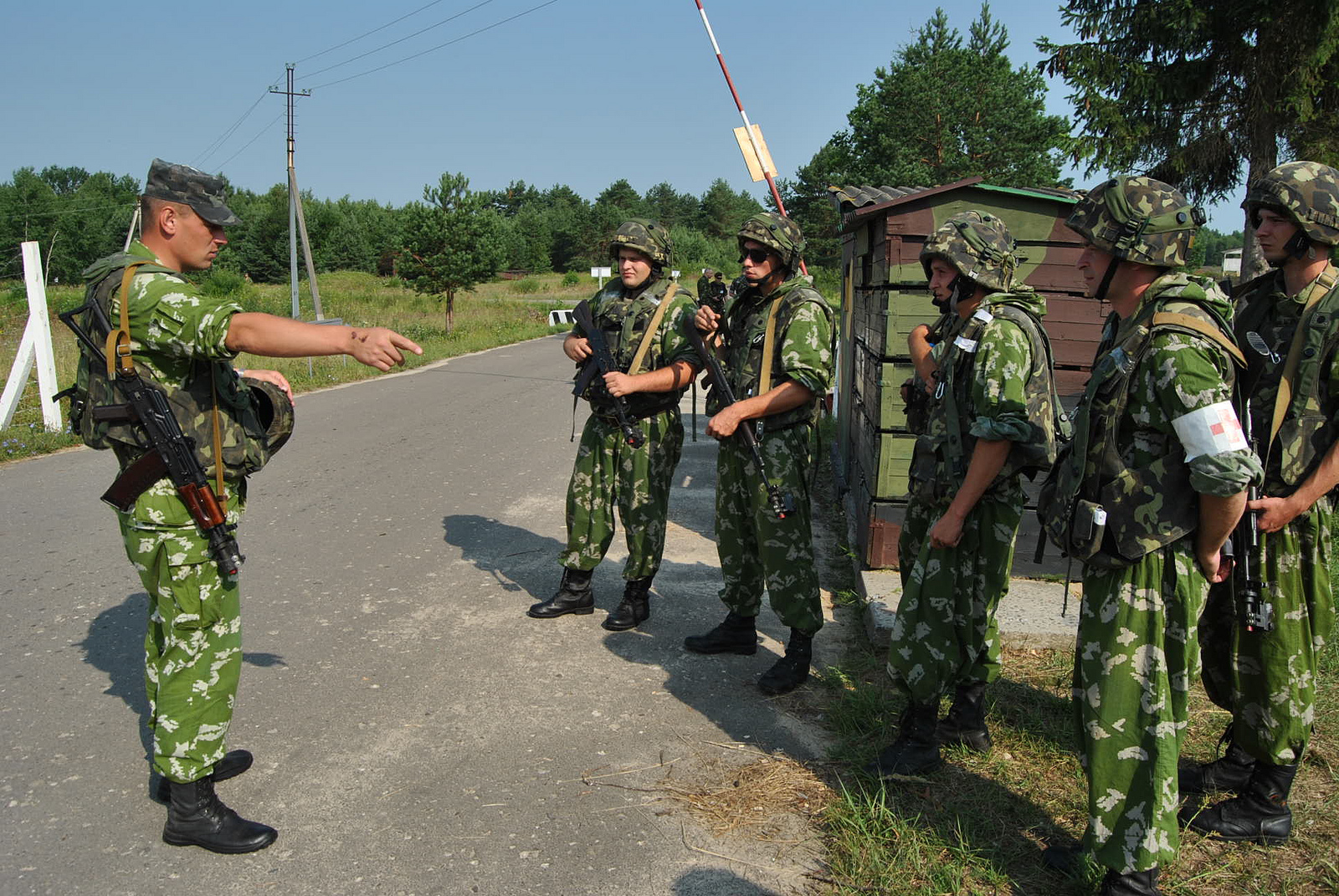
Українські солдати в КЛМК з камуфляжем Березка на навчаннях Rapid Trident у Яворові, Україна (10 липня 2013). При цьому на нашоломних чохлах та на бронежилетах використовується тогочасний український камуфляж Дубок

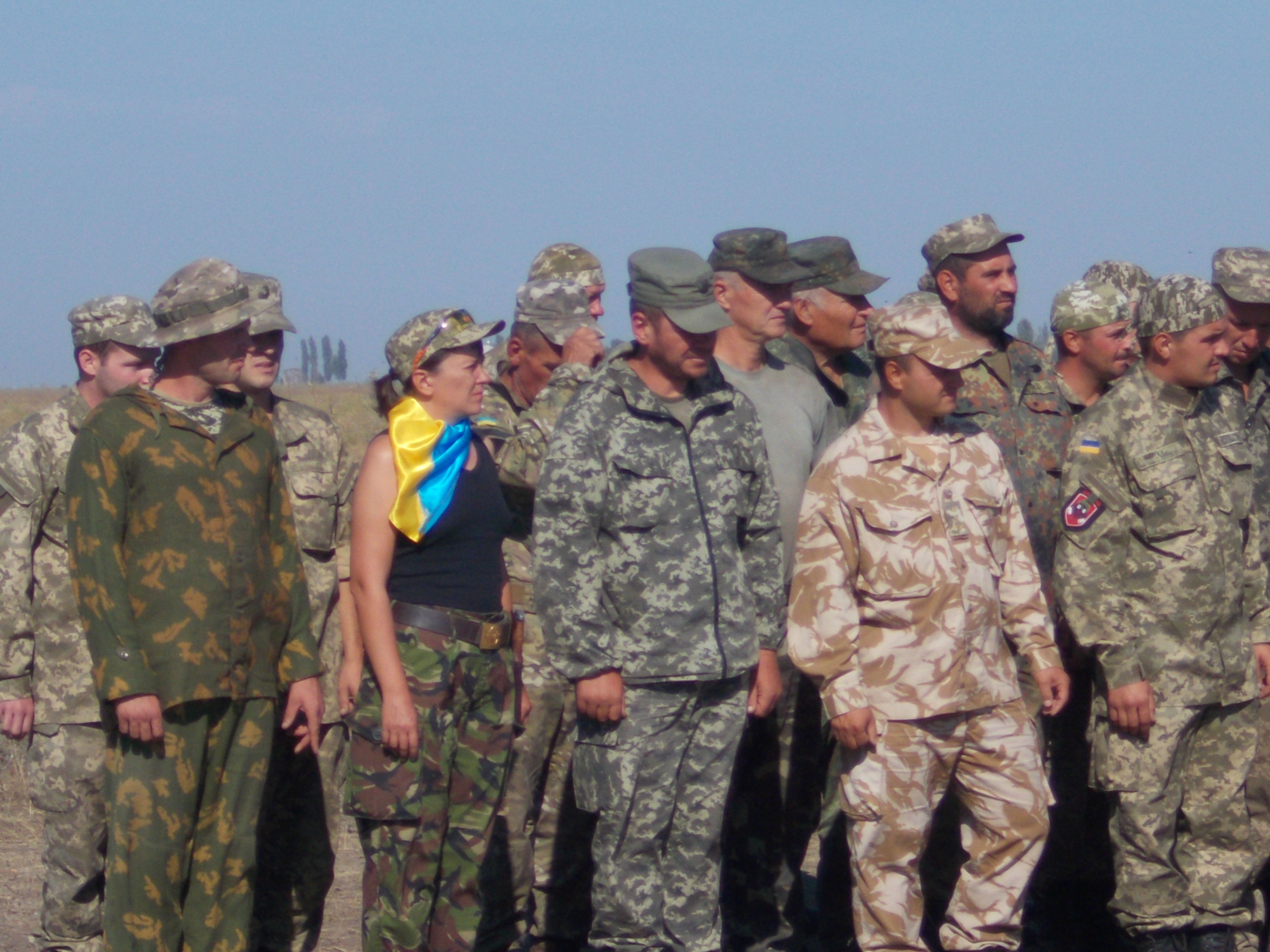
Український військовий (другий зліва) у КЗС з камуфляжем Березка (липень 2015)

Шаблон камуфляжу Березка був розроблений в Радянському Союзі в 1968 році, можливо для боротьби з широким використання країнами НАТО для польових спостережень оптики та приладів нічного бачення  і в наступному році почав постачатись на озброєння. Камуфляж Березка використовувався на маскувальних комбінезонах (КЛМК) повітряних десантників, прикордонників, розвідників та інших спецпризначенців. Комбінезони з камуфляжем Березка були вільного покрою та надягались зверху на стандартні однострої. Пізніше поруч з комбінезоном з'явились окремі польові штани та куртка з камуфляжем Берізка, які видавались прикордонникам та офіцерам ПДФ і в 80-ті роки він став одним із найпоширеніших у Радянському Союзі.
Комбінезон КЛМК з камуфляжем Березка видавався прикордонникам КДБ як стандартна повсякденна уніформа. Пізніше його було помічено з підрозділами КДБ, направленими до Афганістану під час радянсько-афганської війни.

## Опис та версії
Камуфляж Березка є 2-колірним і складається зі світлих кутастих («зубчастих») плям у формі листя на зелено-оливковому фоні.
Стандартний візерунок камуфляжу існує у двох колірних версіях:
- з плямами світло-сірого кольору;
- з плямами жовто-піщаного кольору або світлого хакі (ця версія використовувалась переважно прикордонниками).

Колір фону обох варіантів оливковий, іноді зустрічаються екземпляри болотного кольору. У будь-якому випадку фон в цій колірній гамі завжди темніше плям. Самі плями мають «кутасті» краї, що складаються з безлічі маленьких квадратів.

## Інші варіанти використання

### Костюм КЗС
Костюм КЗС (рос. костюм защитной сети) — маскувальний костюм із двох частин, призначений для використання в хімічних військах. Виготовлений з бавовняної тканини грубого нещільного переплетення. Вперше надійшов на озброєння радянських хімічних військ у 1975 році, а згодом широко використовувався у військах усіх родів військ, особливо під час Афганської війни.
КЗС був призначений для одноразового використання в умовах хімічного отруєння. Після першого застосування в таких умовах, його більше не можна використовувати й костюм підлягав утилізації.

## Користувачі
- Азербайджан[9]
- Білорусь: камуфляжі типу КЛМК та КЗС використовуються білоруськими спецпризначенцями.[9] Камуфляжі КЗС використовуються білоруськими прикордонниками під час публічних заходів.[9]
- Вірменія[9]
- Киргизстан
- Таджикистан: використовуються таджицькою прикордонною службою.[9]

### Колишні
- Республіка Афганістан: використовувалась офіцерським складом і спецпризначенцями-парашутистами[10][11][12].
- СРСР: використовувалась прикордонниками (КДБ) та Повітрянодесантними військами СРСР[5][5].
- Україна: українські парашутисти використовували КЛМК з камуфляжем БЕРЕЗКА у 2004 році на полігоні в Коупхілл Даун, Велика Британія та на навчаннях "Швидкий тризуб" у Яворові, Україна (2013)[13].

### Частково визнані держави
- Південна Осетія: використовувалась проросійськими нерегулярними військовими підрозділами під час російсько-грузинської війни 2008 року.[14]